# Танаро
Танаро (італійська вимова: [ˈtaːnaro], п'єм. Tane,  ліг. Tànau, лат. Tanarus) — річка на північному заході Італії.

## Витоки
Танаро починається на кордоні між П'ємонтом і Лігурією в місці злиття двох менших потоків: Танарелло та італ. Negrone.
Основне джерело Танарелло знаходиться на схилах Monte Saccarello над Монесі, селом, що належить комуні Тріора.
Джерела італ. Negrone знаходяться недалеко від Пунта Маргуарейс і дуже близько від французького кордону.
Танаро протікає через міста Ормеа, Гарессіо, Чева, Альба, Асті та Алессандрія, а потім впадає в річку По біля Бассіньяни в провінції Алессандрія. При впадінні в По Танаро довше верхнього По, приблизно на 50 км, випадок, схожий на відомий приток Міссурі, довший за Міссісіпі в США.

## Режим
Рівень Танаро може зазнавати великих сезонних змін. Незважаючи на те, що річка має альпійське походження, Лігурійські Альпи мають недостатню висоту і знаходяться занадто близько до моря, щоб забезпечити утворення снігових полів або льодовиків, достатньо великих для забезпечення стабільного джерела води протягом літа. Крім того, альпійська зона утворює лише частину басейну Танаро. Тому сезонний режим річки є більш типовим для апеннінського потоку, з максимальним стоком, який може досягати 1700 кубічних метрів в секунду навесні та восени і дуже низькою швидкістю потоку влітку.

## Повені

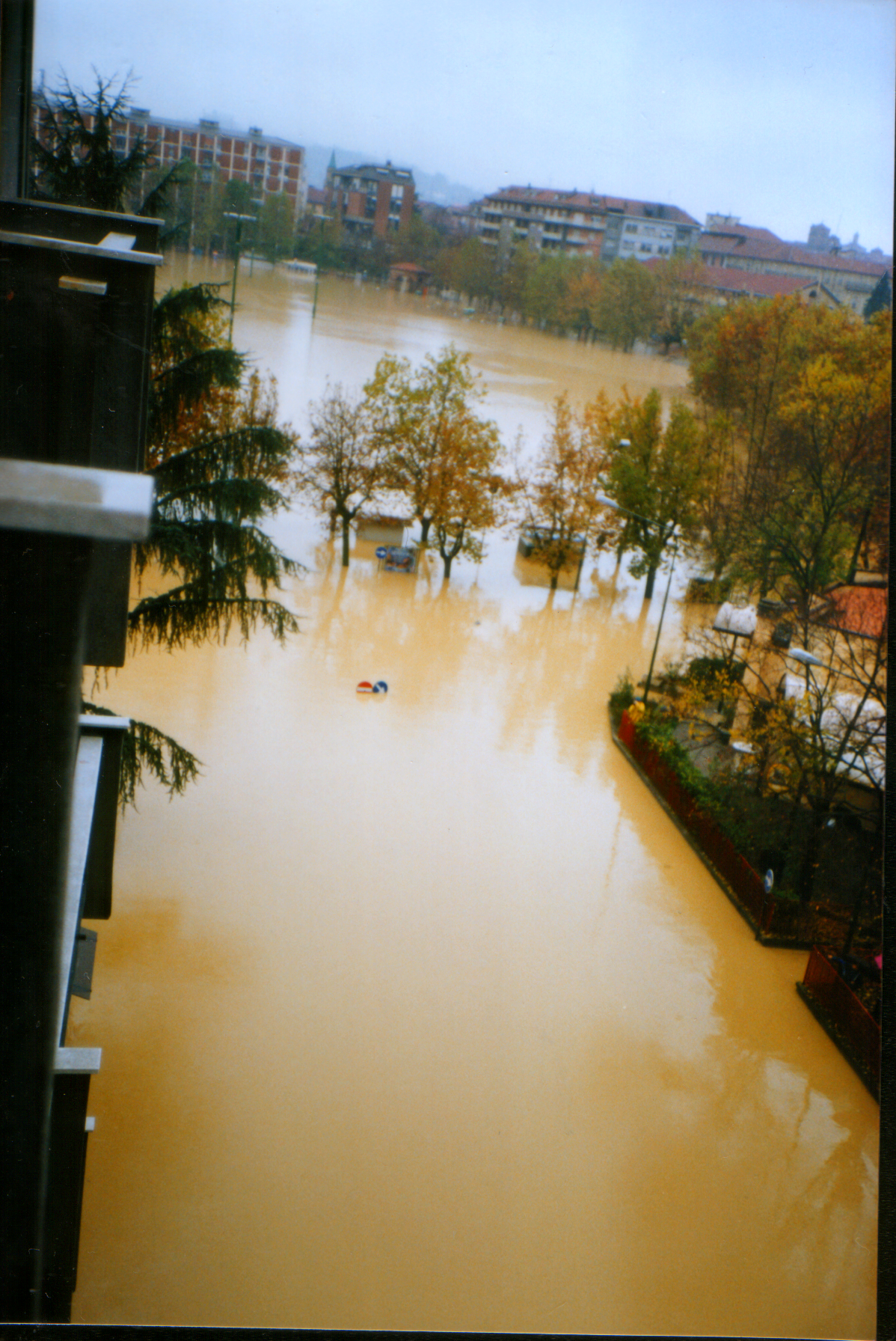
Повідь в Асті у 1994 році

Річка дуже схильна до виходу з берегів. Протягом двохсотлітнього періоду між 1801 і 2001 роками ділянки суходолу басейну Танаро 136 разів страждали від повені. Найбільш руйнівними були листопад 1994, листопад 2016 та жовтень 2020 р., коли вся долина постраждала від сильної повені.